# Caroline Goodall
Caroline Cruice Goodall, född 13 november 1959 i London, är en brittisk skådespelare.
Goodall, som har australiska föräldrar, har studerat vid Bristol University. Hon var tidigare medlem av The Royal Shakespeare Company och National Theatre of Great Britain och hade därigenom gedigen scenvana före filmdebuten i Steven Spielbergs Hook 1991.
Hon är sedan 1994 gift med filmfotografen Nicola Pecorini som hon träffade under inspelningen av Cliffhanger. De har två barn tillsammans.

## Filmografi, i utval
- 1991 – Hook
- 1993 – Cliffhanger
- 1993 – Schindler's List
- 1994 – Skamgrepp
- 1995 – Spider-Man (TV-serie)
- 1996 – Den vita stormen
- 2000 – Harrison's Flowers
- 2001 – Avalons dimmor (TV-film)
- 2001 – En prinsessas dagbok
- 2004 – Chasing Liberty
- 2004 – En prinsessas dagbok 2 - kungligt uppdrag
- 2005 – The Chumscrubber
- 2012 – The Cold Light Of Day
- 2013 – The White Queen (TV-serie)
- 2013 – Nymphomaniac
- 2020 – Cold Courage (TV-serie)